# Винью-сюр-Баранжон
Винью́-сюр-Баранжо́н (фр. Vignoux-sur-Barangeon) — коммуна во Франции, находится в регионе Центр. Департамент — Шер. Входит в состав кантона Вьерзон-2. Округ коммуны — Вьерзон.
Код INSEE коммуны — 18281.
Коммуна расположена приблизительно в 185 км к югу от Парижа, в 85 км южнее Орлеана, в 22 км к северо-западу от Буржа.

## Население
Население коммуны на 2008 год составляло 2062 человека.
| 1962 | 1968 | 1975 | 1982 | 1990 | 1999 | 2008 |
| ---- | ---- | ---- | ---- | ---- | ---- | ---- |
| 1034 | 1042 | 1106 | 1503 | 1844 | 1885 | 2062 |

## Экономика
В 2007 году среди 1383 человек в трудоспособном возрасте (15-64 лет) 1008 были экономически активными, 375 — неактивными (показатель активности — 72,9 %, в 1999 году было 71,9 %). Из 1008 активных работали 946 человек (504 мужчины и 442 женщины), безработных было 62 (25 мужчин и 37 женщин). Среди 375 неактивных 114 человек были учениками или студентами, 152 — пенсионерами, 109 были неактивными по другим причинам.

## Достопримечательности
- Замок Блоссе[фр.] (XVI век). Исторический памятник с 1995 года[3]